# Escuela Universitaria de Ålesund
La Escuela Universitaria de Ålesund (Høgskolen i Ålesund) es un centro de enseñanza superior de Noruega. Está en la ciudad de Ålesund y en 2006 contaba con más de 2000 alumnos y más de 150 personas entre profesorado y administración.

## Historia
La Escuela Universitaria de Ålesund fue fundada en 1994 a raíz de la reorganización de la enseñanza superior profesional de Noruega. Tres facultades se unieron: la Facultad de Estudios Marinos, la Facultad de Ingeniería y la Facultad de Enfermería.

## Organización
Actualmente existen cuatro facultades:
- Facultad de Estudios de Ingeniería
- Facultad de Estudios de Marketing y Negocios

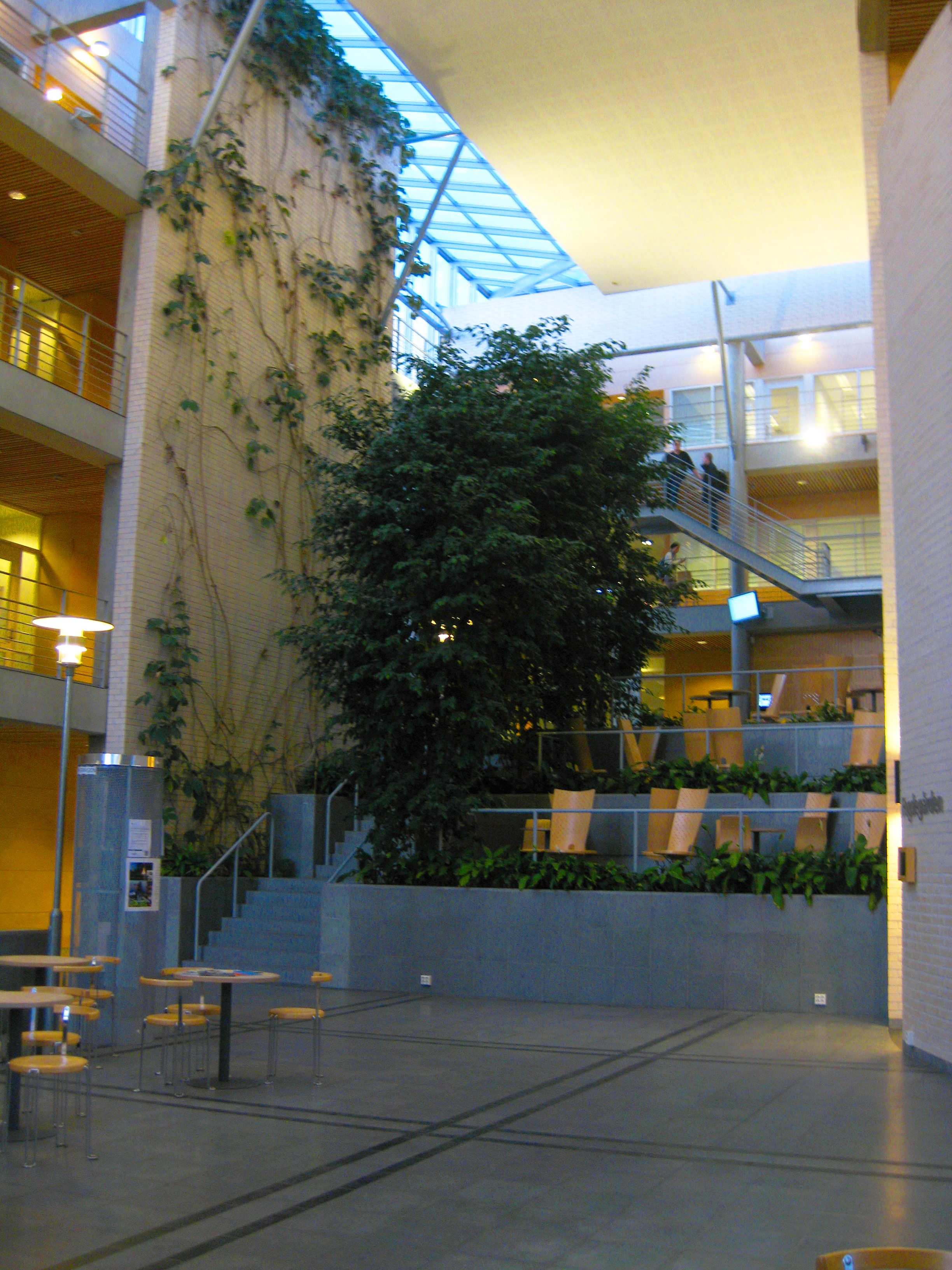
Interior de la Universidad de Ålesund

- Facultad de cuidados Sanitarios
- Facultad de Pesca y Acuicultura